# Хуан Хосе Велос
Хуан Хосе Велос (23 вересня 1982) — мексиканський плавець.
Учасник Олімпійських Ігор 2000, 2004, 2008 років.